# Парламентские выборы в Латвии (1920)
17 и 18 апреля 1920 года в Латвии состоялись выборы в Учредительное собрание. Выборы проводились по пяти округам: в Земгальском (26 мандатов), Рижском (22 мандата) и Латгальском (39 мандатов) было подано по 13 списков, в Курземском (26 мандатов) и Видземском (37 мандатов) по 9 (всего списки подавали 25 партий и групп избирателей). Явка составила 84,9 % избирателей, или 677 084 человек. Правом голоса обладали граждане Латвии, достигшие 21 года. Нелегальная КПЛ призывала выборы бойкотировать. В результате выборов 150 мест в УС заняли представители 38 окружных списков, или 16 партий и групп избирателей. 5 депутатов были женского пола. Осенью 1920 года от территорий Видземе, в апреле находившихся под контролем эстонских войск, были доизбраны еще 2 депутата.
Распределение мандатов по спискам после апрельских выборов было следующим: ЛСДРП — 57, Латышский крестьянский союз — 26, Латгальская крестьянская партия — 17. По 6 мандатов получили Немецкая партия, Союз демократов, Партия труда, Христианские крестьяне Латгале и Беспартийная группа граждан. 5 мест получил Еврейский блок, 4 — Группа русских граждан, по 3 — Христианская национальная партия и Аграрный союз безземельных, 2 — беспартийные безземельные, по 1 — Латгальская народная партия, объединённые польские партии и Ceire Cion.

## Внешние ссылки
- Šulcs U. Satversmes sapulce — Latvijas Republikas pirmais vēlētais parlaments Архивная копия от 20 апреля 2017 на Wayback Machine (латыш.)
- История законодателей Архивная копия от 5 ноября 2011 на Wayback Machine (латыш.)